# Mi (banda)
Mi, también conocida como I Love Music, es una banda japonesa de J-Pop y rock.
Mi está compuesta por tres chicas. Una de ellas ganadora de una audición hecha por Columbia Music para encontrar una de las voces más hermosas de Japón.

## Integrantes

### Miembros oficiales
Las integrantes del grupo son:
- Maika (voz): Su voz ha sido considerada por muchos como una de las más bellas de Japón.
- Aya (keyboard).
- Yuri (bass).

## Historia
Mi fue formado en la primavera del 2003, en una audición con unos 3000 participantes, buscando la más bonita voz. Maika con 16 años, fue elegida, con la decisión de ser la próxima artista. Maika refusa de ser solista, fue y encontró en un instituto a dos estudiantes, Yuri y Aya. Cada chica tenía un enorme talento, Aya tocaba el piano y escribía letra para canciones, y Yuri podía tocar diferentes instrumentos.
En 2008 el grupo de música Mi  tuvo que decir que separaba porque una de las integrantes, Yuri, no deseaba seguir en la banda; el grupo sacó un último álbum recopilatorio el 25 de junio de 2008, llamado: "I love Music  ~ Mi Best Collection  ~". En este último álbum recopilaron no solo sus mejores canciones, sino también canciones que no habían puesto a la venta antes, se trata de canciones que solo se encontraban en internet.
Además se sacó a la venta un DVD con los video-clips (PVs) de sus últimos singles y lives además de un video de despedida para los fanes. A este DVD lo llamaron [Mi- We love music].

## Discografía

### Sencillos
|      | Fecha       | Nombre                             |
| 1.er | 2/02/2005   | Mirai no chizu                     |
| 2.º  | 22/06/2005  | Orange Iro no Kokoro               |
| 3.er | 14/09/2005  | Sunset                             |
| 4.º  | 19/04/2006  | Give Me Up                         |
| 5.º  | 23/08 /2006 | Sorezore no Yume / Kimi Dake wo... |
| 6.º  | 24/01 /2007 | World's Love                       |
| 7.º  | 11/04 /2007 | Blue Star                          |
| 8.º  | 19/12 /2007 | Still···                           |

### Álbumes oficiales
|     | Fecha      | Nombre     |
| 1.º | 19/10/2005 | M☆1        |
| 2.º | 21/06/2006 | 80's×Mi    |
| 3.º | 20/06/2007 | LOVE PARTY |